# Julian Champagnie
Julian Kymani Champagnie (ur. 29 czerwca 2001 w Nowym Jorku) – amerykański koszykarz, występujący na pozycjach rzucającego obrońcy lub niskiego skrzydłowego, od 2023 zawodnik San Antonio Spurs.
Ma brata bliźniaka Justina, który występował w Toronto Raptors.
14 lutego 2023 został zwolniony przez klub Philadelphia 76ers. 16 lutego 2023 dołączył do San Antonio Spurs.

## Osiągnięcia
Stan na 17 lutego 2023, na podstawie, o ile nie zaznaczono inaczej.
NCAA
- Zawodnik, który poczynił największy postęp w konferencji Big East (2021)
- Zaliczony do I składu:
  - Big East (2021, 2022)
  - najlepszych pierwszorocznych zawodników Big East (2020)
  - turnieju Legends Classic (2021)
- Lider Big East w:
  - średniej punktów (2021 – 19,8)
  - liczbie:
    - punktów (2021 – 494, 2022 – 596)
    - celnych (221) i oddanych (534) rzutów z gry (2022)
    - celnych rzutów wolnych (2021 – 102)

  - skuteczności rzutów wolnych (2021 – 88,7%)
- Zawodnik kolejki:
  - NCAA (20.02.2022 według USBWA)
  - Big East (18.01.2021, 21.02.2022)
- Najlepszy pierwszoroczny zawodnik kolejki Big East (2.03.2020, 8.03.2020)